# PTRS-41反坦克步枪

PTRS-41（俄语：Противотанковое самозарядное ружьё обр. 1941 г. системы Симонова，意為：西蒙諾夫系統半自動反坦克步槍1941年型）是一款蘇聯研製的半自動反坦克步槍，發射14.5×114毫米口徑槍彈，該槍與PTRD-41在同一年問世。

## 歷史
在大戰期間，蘇聯开始研究不同類型的反坦克穿甲弹，在發現12.7×108毫米槍彈的不足後，他們開始研製更大口徑的穿甲弹，最終得出的結果為14.5×114毫米槍彈。此後，著名的蘇聯槍械設計師瓦西里·捷格加廖夫和謝爾其·西蒙諾夫開始著手研製出符合該口徑的步槍。在1938年，西蒙洛夫和捷格加廖夫各自研發出自己的步槍。由於當時蘇聯紅軍急切地需要一種成本低廉，且適合步兵使用的反坦克步槍，因此在步槍設計完成之後便立即被軍方測試，在通過測試後此槍隨即投入大規模生產，並在1941年正式投入服役，被命名為PTRS-41。同時，捷格加廖夫研製的步槍也獲軍方採用，並被命名為PTRD-41。除了是蘇軍的制式裝備之外，PTRS-41在東線中也廣泛地被多個陣營繳獲使用，當中包括：芬蘭國防軍、波蘭抵抗力量和德意志國防軍。
PTRS-41與PTRD-41一同成为苏德战争初期可由步兵携带的反坦克武器，2人射击组即可搬动这种重約20公斤左右的重型枪械及其配套的132发子弹，并跟随普通步兵快速移动；而当时最小口径的37毫米反坦克炮剩炮的重量也已經超过300公斤，不仅靠人力移动不便，还需要布设阵地隐藏并堆砌沙包防护。後來在更先進的坦克面世後，反坦克步槍已无法应付，1942年后苏联將数以万计的T-34坦克投入战场，步兵不再承担反坦克任务，转为保护己方坦克。在韓戰當中，蘇聯把盈餘的PTRS-41供應中國人民志願軍及朝鮮人民軍使用。
PTRS-41還被發現在伊拉克戰爭、敘利亞內戰和頓巴斯戰爭等現代武裝衝突當中被叛軍及其他非正規武裝力量所使用。

## 設計
PTRS-41以氣動式退膛原理運作，內部彈匣可載入5發14.5×114毫米槍彈。當步槍子彈用盡時，其槍機會向後卡住，以實現無彈後定。該槍使用的14.5毫米口徑穿甲彈的初速約為1,013米／秒，並能夠在100米內貫穿厚40毫米的裝甲。故此，此槍無疑地為蘇軍提供了強大的火力。然而由於它的結構较PTRD-41复杂，故可靠性也較差，當有污染物進入槍機的時候就會很容易導致卡彈，加上14.5毫米口徑槍彈在發射後會遺下顯著的彈藥殘餘物，它們會妨礙槍機正常運作。另外由於新型戰車的装甲越来越厚，反戰車步槍已無法貫穿，所以PTRS-41在戰爭後期已從反戰車的用途改為應付輕型的非裝甲載具。虽然PTRS在攜帶和使用時顯得非常笨重，但它是苏联步兵早期为数不多的反戰車武器之一。
西蒙諾夫在1943年設計的SKS半自動步槍亦採用了類似於PTRS-41的內部結構，並把口徑縮小為7.62×39毫米。

## 使用國
- 中华人民共和国
- 顿涅茨克人民共和国
- 芬兰
- 納粹德國
- 波蘭
- 苏联
- 苏丹
- 叙利亚
- 乌克兰

## 登場作品

### 電子遊戲
- 2003年—：在戰役模式中由蘇聯紅軍所使用。
- 2008年—：在戰役模式中由蘇聯紅軍所使用。聯機模式中為解鎖武器，可由所有陣營使用。
- 2010年—： EX049 S評價過關後，可得到設計圖。
- 2012年—《赤色交響樂隊：史達林格勒英雄（英语：Red Orchestra 2: Heroes of Stalingrad）》 ：由蘇聯紅軍的反坦克兵所使用，德意志國防軍反坦克兵也使用缴获的PTRS41。
- 2013年—《2》：由蘇聯紅軍徵招兵（需升級）、懲戒營（需升級）以及近衛步槍兵所使用。
- 2017年—：只於聯機模式中登場。
- 2019年—《英雄與將軍》：蘇聯紅軍第三種反坦克武器。
- 2021年—《決勝時刻：先鋒》：只於聯機模式中登場。
- 2021年—《應徵入伍》：蘇聯科技樹上可解鎖武器。

### 动漫作品
- 《鲁邦三世》：角色次元大介所使用的武器之一。
- 《戰鬥員派遣中！》：男主角六號所使用的武器之一。

## 外部連結
- PTRS 14.5mm（页面存档备份，存于）